# Teatro Jofre
El Teatro Jofre és un espai teatral situat a la plaça de Galícia, en el barri d'A Magdalena, de Ferrol. La façana actual fou realitzada el 1921 per l'arquitecte modernista Rodolfo Ucha Piñeiro, malgrat que la inauguració del teatre és de 1892, segons el projecte de Faustino Domínguez. El nom del teatre és el del seu benefactor, Joaquín Jofre Maristany.